# Dünfus
Dünfus (in Dünfuser Platt auch „Dimmes“ genannt) ist eine Ortsgemeinde im Landkreis Cochem-Zell in Rheinland-Pfalz. Sie gehört seit dem 1. Juli 2014 der Verbandsgemeinde Kaisersesch an.

## Geographie
Dünfus liegt in einer Mulde südlich des Brohlbachs westlich der Gemeinden Brohl und Forst (Eifel). Zu Dünfus gehören auch die Wohnplätze Weiermühle und Rosenthaler Hof.

## Geschichte
Der Ort wurde 1288 erstmals urkundlich erwähnt. 1686 bis 1688 erfolgte der Bau einer Kapelle zu Ehren des hl. Bartholomäus. Die Herrschaft Kurtriers erlosch im Jahr 1794 mit der Besetzung durch die französische Revolutionsarmee, von 1798 bis 1814 gehörte Dünfus zum Kanton Münstermaifeld. 1815 wurde der Ort auf dem Wiener Kongress dem Königreich Preußen zugeordnet und stand unter der Verwaltung der preußischen Bürgermeisterei Karden. 1933 kam Dünfus zum Amt Karden-Treis im Landkreis Cochem. Seit 1946 ist der Ort Teil des damals neu gebildeten Landes Rheinland-Pfalz.
Statistik zur Einwohnerentwicklung
Die Entwicklung der Einwohnerzahl der Gemeinde Dünfus, die Werte von 1871 bis 1987 beruhen auf Volkszählungen:
| Jahr | Einwohner |
| ---- | --------- |
| 1815 | 126       |
| 1835 | 210       |
| 1871 | 215       |
| 1905 | 235       |
| 1939 | 258       |
| 1950 | 247       |

| Jahr | Einwohner |
| ---- | --------- |
| 1961 | 249       |
| 1970 | 268       |
| 1987 | 252       |
| 2005 | 300       |
| 2011 | 305       |
| 2017 | 272       |

## Politik

### Gemeinderat
Der Gemeinderat in Dünfus besteht aus sechs Ratsmitgliedern, die bei der Kommunalwahl am 9. Juni 2024 in einer Mehrheitswahl gewählt wurden, und dem ehrenamtlichen Ortsbürgermeister als Vorsitzendem. Bis 2014 gehörten dem Gemeinderat acht Ratsmitglieder an.

### Bürgermeister
Dirk Becker wurde am 2. Juli 2024 Ortsbürgermeister von Dünfus. Bei der Direktwahl am 9. Juni 2024 hatte er sich mit einem Stimmenanteil von 68,7 % gegen den Amtsinhaber durchgesetzt.
Beckers Vorgänger Marcus Cortnum hatte das Amt am 25. Juni 2014 übernommen. Zuvor war Heinz Hermes von 1994 bis 2014 Ortsbürgermeister der Gemeinde.

### Wappen
Die Gemeinde führt seit 1985 folgendes Wappen:
| Wappen von Dünfus | Blasonierung: „Schild geviert, Feld 1: in Gold eine schwarze Urne, Feld 2: in Grün eine silberne Rose, Feld 3: in Rot ein silberner Sparrenbalken, Feld 4: in Gold ein schwarzes breites Messer schräglinks.“ |
| Wappen von Dünfus | Wappenbegründung: Die Aschenurne aus vorgeschichtlicher Zeit stammt vom „Häckelsberg“ und wurde dort 1929 bei Ausgrabungsarbeiten gefunden. Die Rose bezieht sich auf den Hof des Klosters Rosenthal, den das Kloster 1297 von Heinrich von Polch erwarb. Auch die von Pyrmont besaßen im Ort einen Hof; aus ihrem Wappen stammt der Sparrenbalken. Das Messer (Schindmesser) weist auf den Kirchenpatron, den hl. Bartholomäus, seit dem Kapellenbau 1684 bezeugt. |

## Siehe auch

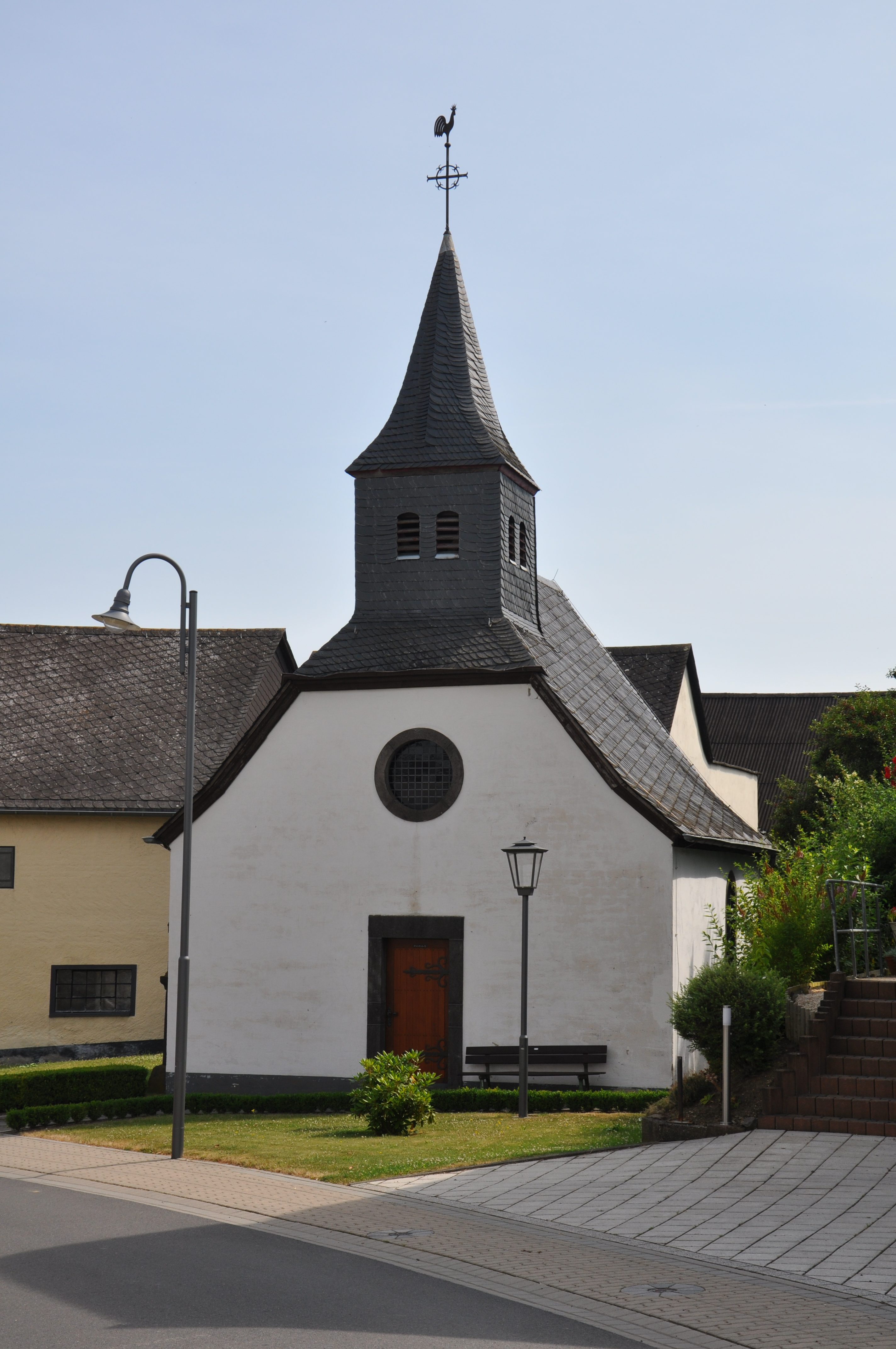
Dünfus, St. Bartholomäus